# Amphoe Chum Ta Bong
Amphoe Chum Ta Bong (Thai: อำเภอ ชุมตาบง) ist ein Landkreis (Amphoe – Verwaltungs-Distrikt) im westlichen Teil der Provinz Nakhon Sawan. Die Provinz Nakhon Sawan liegt im südlichen Teil der Nordregion von Thailand.

## Geographie
Benachbarte Distrikte (von Norden im Uhrzeigersinn): Amphoe Mae Wong und Lat Yao der Provinz Nakhon Sawan, die Amphoe Sawang Arom und Lan Sak der Provinz Uthai Thani sowie Amphoe Mae Poen wieder in Nakhon Sawan.

## Geschichte
Die Gemeinschaft von Chum Ta Bong wurde 1967 von Siedlern aus dem Tambon Wang Mueang (Amphoe Lat Yao) unter ihrem Leiter Mr. Bong Charawan (นายบง ชาระวัน) gegründet. Das Siedlungsgebiet wurde zunächst Tambon Huai Nam Hom genannt.
Als die Regierung 1992 den „Zweigkreis“ (King Amphoe) Mae Wong einrichtete, war Huai Nam Hom Teil des Bezirks, wurde jedoch später in die drei Tambon Huai Nam Hom, Chum Ta Bong und Pang Sawan unterteilt.
Am 1. Juli 1997 wurde der Landkreis Chum Ta Bong zunächst als „Zweigkreis“ (King Amphoe) eingerichtet, indem die Tambon Chum Ta Bong und Pang Sawan von Mae Wong abgetrennt wurden.
Mit der Veröffentlichung in der Royal Gazette „Issue 124 chapter 46“ vom 24. August 2007 erhielt Chum Ta Bong offiziell den vollen Amphoe-Status.

## Verwaltung

### Provinzverwaltung
Der Landkreis Chum Ta Bong ist in zwei Tambon („Unterbezirke“ oder „Gemeinden“) eingeteilt, die sich weiter in 23 Muban („Dörfer“) unterteilen.
| Nr. | Name         | Thai     | Muban | Einw.  |
| --- | ------------ | -------- | ----- | ------ |
| 01. | Chum Ta Bong | ชุมตาบง   | 12    | 11.845 |
| 02. | Pang Sawan   | ปางสวรรค์ | 11    | 07.151 |

### Lokalverwaltung
Im Landkreis gibt es zwei „Tambon-Verwaltungsorganisationen“ (องค์การบริหารส่วนตำบล – Tambon Administrative Organizations, TAO)
- Chum Ta Bong (Thai: องค์การบริหารส่วนตำบลชุมตาบง) bestehend aus dem kompletten Tambon Chum Ta Bong.
- Pang Sawan (Thai: องค์การบริหารส่วนตำบลปางสวรรค์) bestehend aus dem kompletten Tambon Pang Sawan.